# Diogo Soares (explorador)
Diogo Soares (Galego, de alcunha) foi um navegador e explorador português do século XVI que viajou pelo Extremo Oriente, referido notoriamente no relato Peregrinação de Fernão Mendes Pinto. Segundo este, Diogo Soares terminou seus dias lapidado em Pegu, Birmânia, onde era governador.  Foi pai de Baltasar Soares, residente, à data do fenecimento de seu pai, como ele, em Pegu.

## Biografia
Do caso do fado de Diogo Soares escreve Fernão Mendes Pinto que Diogo Soares, governador em Pegu, certo dia, saindo com sua comitiva, encontra-se com as bodas da filha de um mercador chamado Mambogoá. Diogo Soares felicita fortemente os festejantes mas, ao ser presenteado pela noiva com um anel, tomado de sensualidade, arrebata-a e reclama-a para si. Mambogoá roja-se e roga a Diogo Soares que não lhe leve a filha, em nome do deus que Diogo Soares adora. Diogo Soares ordena a um acólito seu que mate Mambogoá, mas este foge-lhe. Por ordem de Diogo Soares são então mortos o noivo, seu pai e mais familiares. No seguimento, a noiva suicida-se por estrangulamento para evitar ser possuída por Diogo Soares. Mais tarde, em mais de uma ocasião, Diogo Soares confessará pesar-lhe mais não haver convertido a moça que o que se arrepende de havê-la arrebatado.
Após estes sucessos, quatro anos passam, até que, após uma mudança de regime, Mambogoá percebe ser-lhe a justiça favorável. Mambogoá vai assim a um templo e pronuncia espantosas palavras, as quais, impressionando fortemente os ouvintes, levantam um ror de gente e num ápice uma multidão de mais de 50 mil pessoas coincide ao pé do paço real exigindo justiça. Esta, feita à vontade do povo, leva Diogo Soares ao terreiro e aí é ele lapidado pela multidão, com tamanha violência e balbúrdia que muitos dos lapidadores acabam eles próprios rotos. Uma hora depois da execução, o cadáver de Diogo Soares é desenterrado do montão de pedras e suas carnes são despedaçadas em grande tumulto e gritaria, para logo os meninos arrastarem pelas ruas seu corpo trazido pelas tripas puxando pela cabeça recebendo esmola das gentes.
Deste episódio, o cantor português Fausto Bordalo Dias compôs a canção O romance de Diogo Soares, inclusa no álbum Por Este Rio Acima de 1982.